# The Last Ninja
The Last Ninja est un jeu vidéo d'action-aventure développé et édité par System 3 en 1987 sur Commodore 64. Il a eu un très grand succès dû notamment à de très bons graphismes mais aussi à une musique de grande qualité. Il fut porté sur Apple II, BBC Micro, DOS et trois autres épisodes verront le jour sur micro-ordinateurs 8-bits et 16-bits.

## Système de jeu
Comme son nom l'indique, le héros du jeu est un ninja qui utilise diverses armes telles que katana, nunchaku, shuriken. L'aire de jeu est visualisé via une perspective isométrique.

## Développement
Équipe de développement :
- Production, conception : Mark Cale
- Programmation : John Twiddy
- Storyboard : Tim Best
- Graphismes : Hugh Riley
- Musique : Ben Daglish, Anthony Lees

## Exploitation
- Portage

Le jeu a été édité sur Apple II et DOS (EGA) en 1989 aux États-Unis. Une version BBC Micro a également vu le jour. Un portage sur ZX Spectrum fut engagé mais le jeu n'a finalement jamais été commercialisé.
- Revue de presse

Commodore User 9/10 • Tilt 17/20 • Zzap!64 94%

## La série
The Last Ninja est le premier épisode d'une série de 4 jeux :
- 1987 - The Last Ninja
- 1988 - Last Ninja 2 (en)
- 1990 - Last Ninja Remix (portage du jeu The Last Ninja sur Atari ST)
- 1991 - Last Ninja 3 (en)

Last Ninja 2 a reçu le Tilt d'or Canal+ 1989 du « meilleur jeu d'action/aventure ».